# Gudi
Gudi (gr. Γουδί) – wieś w Republice Cypryjskiej, w dystrykcie Pafos. W 2011 roku liczyła 204 mieszkańców.